# Ариканда
Ариканда — древнее ликийское поселение, руины которого расположены в 32 км от города Финике в турецкой провинции Анталья. Основана в конце 3-го тысячелетия до н. э. Сохранившиеся развалины, включающие греческий театр и стадион, относятся преимущественно к эпохам эллинизма и Римской империи. Оставлена жителями в ранневизантийский период. Обнаружена археологами в XIX веке.

## Название
Имя городу дала ближайшая река Ариканда (у древних греков — Арикандос, современное турецкое название — Aykiriçay). Окончание -анда в лувийском языке конца 3-го тысячелетия до н. э. обозначало объект среди высоких скал.

## Расположение
Город находится в труднодоступном месте, на склоне горы Шахинкая (Şahinkaya — Соколиная скала) в окрестностях села Ариф (Arif — Просвещённое), в километре от шоссе Финике — Элмалы, проходящего по долине реки Айкиричай в провинции Анталья.
Расположение на высоте 650—900 м, в глубине от дороги, существовавшей с древнейших времён, позволяло городу обходиться без защитных стен.

## Планировка
Постройки Ариканды растянулись на полтора километра с запада на восток вдоль холма Шахинкая, заняв несколько расположенных друг над другом террас. Расстояние от руин сторожевой башни на макушке холма до самых нижних строений составляет 350 м.
Непосредственно под башней располагаются остатки старейшего из двух городских некрополей, под ними — верхняя из сохранившихся террас, вмещавшая малую агору с себастейоном, булетерионом и храмом Гелиоса, а также стадион.
Вторую сверху террасу занимает греческий театр, третью — большая агора с одеоном, нимфеоном и пританеем. На этих уровнях город имеет ширину не более 300 м, его восточной границей служит ручей Башгёз, крупнейший из трёх источников пресной воды в Ариканде.
На четвёртой террасе частично сохранились храм Траяна, византийская базилика, а к востоку от ручья — обширная новая часть города с гимнасием, баней и поздним некрополем.
На нижней пятой террасе стояли главные городские ворота, а сохранились остатки бань и винодельни.
Руины и фундаменты жилых домов находятся на всех террасах кроме верхней.

## История
Первые достоверные сведения относятся к V в. до н. э. Город-акрополь Ариканда в разное время подчинялся ликийцам, персам, Александру Македонскому, Птолемеям, Селевкидам, Родосу и наконец в 43 г. вошел в состав Римской империи.
В византийский период после сильного землетрясения город был разрушени и покинут жителями. Город был довольно крупный и чеканил собственную монету. Наибольшего расцвета город достиг в II в. до н. э., когда он входил в состав Ликийской Лиги.

## Достопримечательности
Большой интерес представляет хорошо сохранившийся театр с 20 рядами скамеек на естественном основании, построенный во II веке. Так же имеются развалины акрополя, крепостных стен, агоры, стадиона, двух комплексов бань (самых больших в Ликии) со спортивными залами и уникальной мозаикой, храмов Траяну и Гелиосу, общественных туалетов.
В городе было 2 комплекса гробниц, в одной из которых сохранилось изображение христограммы, а также место погребения младенцев, которое потеснил стадион.
В древности Ариканда была богато украшена мрамором и бронзовыми статуями.